# Mićo Vranješ
Mićo Vranješ (ur. 9 sierpnia 1975 w Nowym Sadzie) – serbski piłkarz.
W latach 2004–2006 grał na pozycji obrońcy w pierwszoligowej Dyskobolii Grodzisk Wielkopolski. Przeszedł do niej z serbskiego klubu Pécsi MFC. W Orange Ekstraklasie zadebiutował 7 sierpnia 2004 roku w wygranym 3:2 meczu z GKS Katowice. Łącznie przez 2 sezony gry w Polsce rozegrał 30 meczów i strzelił 5 goli. W swojej karierze grał także w takich zespołach jak: FK Jedinstvo Rumenka, FK Mladost Bački Jarak, FK Vojvodina Nowy Sad, CSKA Sofia i Urałan Elista. Karierę kończył w 2007 roku w OFK Mladenovac.